# Dilúvio de cerveja de Londres
O Dilúvio de cerveja de Londres ocorreu em 17 de outubro de 1814 na freguesia de St. Giles, em Londres, Inglaterra. Na cervejaria The Meux & Co's Horse Shoe Brewery, um enorme tonel contendo mais de 135 mil galões imperiais (610 mil litros) de cerveja rompeu, causando a ruptura de outras cubas no mesmo edifício, que sucumbiram em um efeito dominó. Como resultado, mais de 323 mil galões imperiais (1,47 milhão de litros) de cerveja estouraram e jorraram pelas ruas. A onda de cerveja destruiu duas casas e desmoronou o muro da Tavistock Arms Pub, matando uma adolescente, Eleanor Cooper, sob os escombros.
A cervejaria estava localizada entre as casas pobres e cortiços de St Giles, onde famílias inteiras viviam em quartos em porões, que rapidamente ficaram cheios de cerveja. Oito pessoas morreram afogadas na enchente.

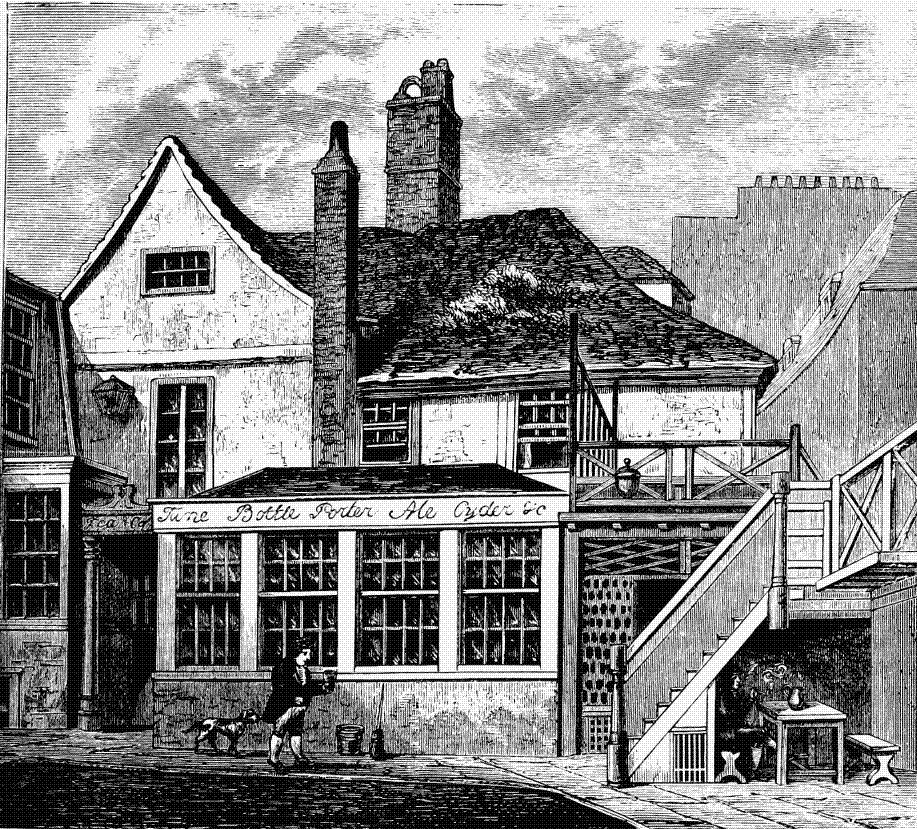
Vista de Saint Giles um ano antes do "dilúvio"

A cervejaria foi finalmente levada a tribunal em razão do acidente, mas o desastre foi considerado como um "ato de Deus" pelo juiz e júri (como paralelo com a legislação moderna, seria considerado força maior), não responsabilizando ninguém. A empresa teve dificuldades para lidar com as consequências financeiras da catástrofe, com uma perda significativa das vendas agravada porque já tinha pago os impostos sobre a cerveja. Os proprietários da cervejaria fizeram um bom discurso ao Parlamento, reclamando o direito de ter o dinheiro do imposto devolvido, o que foi concedido e lhes permitiu continuar a fabricação de cervejas.
A cervejaria foi demolida em 1922, e hoje o "Dominion Theatre" ocupa uma parte do local onde ficava a cervejaria. Ao final, houve um total de 18 mortes.